# Gobernador (Granada)
Gobernador (o El Gobernador) es una localidad y municipio español situado en la parte centro-sur de la comarca de Los Montes, en la provincia de Granada, comunidad autónoma de Andalucía. Limita con los municipios de Morelábor, Píñar, Torre-Cardela, Guadahortuna y Pedro Martínez. Cuenta con una población de 237 habitantes (INE 2024).
El municipio comprende los núcleos de población de Gobernador —capital municipal— y Delgadillo.

## Historia

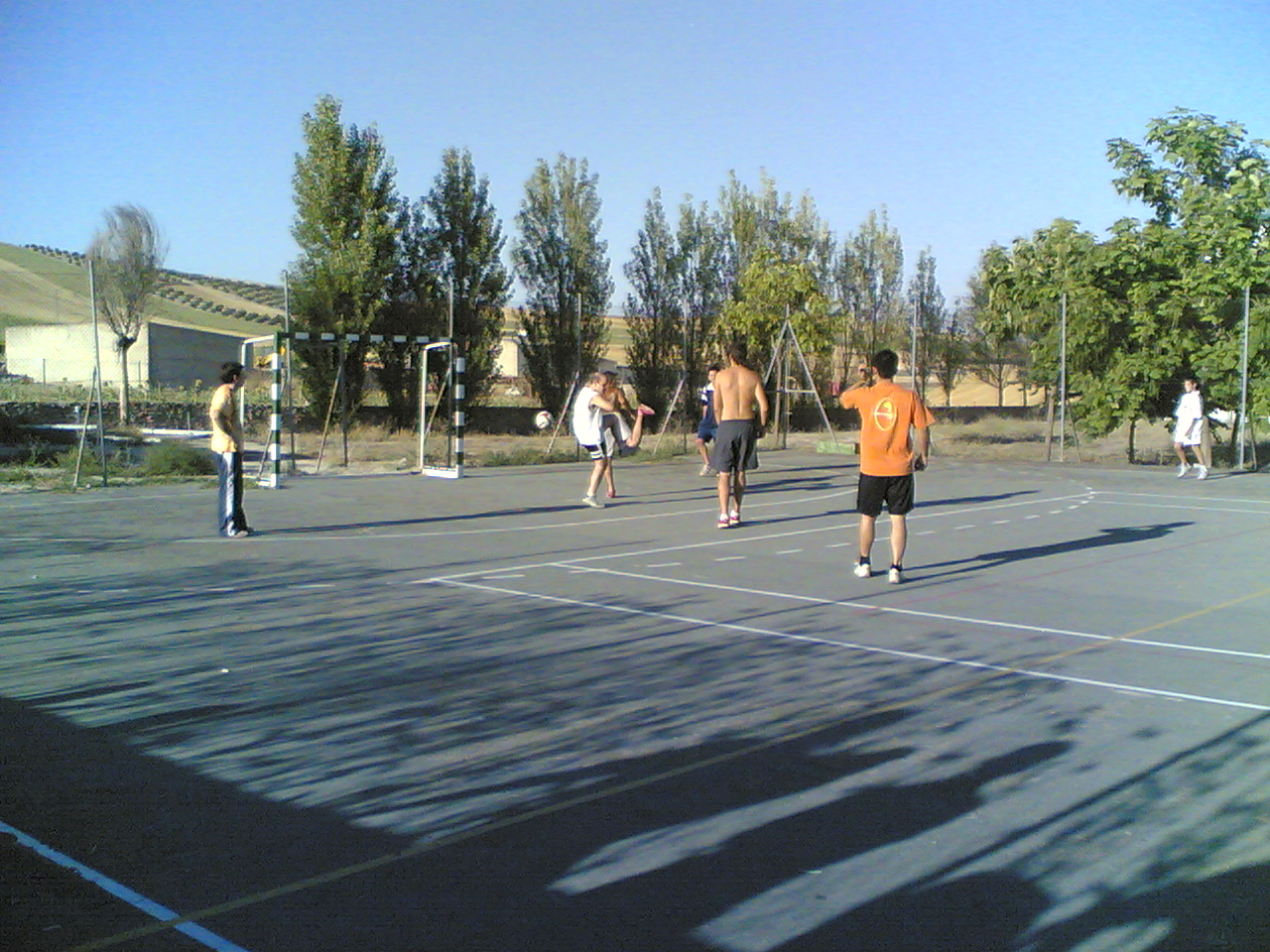
Jóvenes en las instalaciones deportivas de Gobernador

Gobernador ha estado poblado desde la prehistoria. En la época de ocupación árabe de la península ibérica se constituye como alquería, bajo el nombre de "Montarun".
Durante la Reconquista fue objetivo de incursiones de los cristianos acuartelados en Cazorla. Fue finalmente conquistado por los Reyes Católicos. El pueblo quedó despoblado por la expulsión de los moriscos tras lo que se repobló con colonos de otras partes del norte de España.
Esta aldea fue asignada al Gobernador Don Francisco de Molina, de cuyo propietario tomaría su nombre.

## Geografía

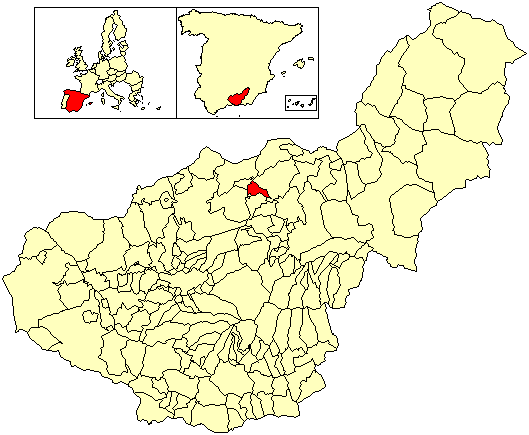
Extensión del municipio en la provincia de Granada

### Situación
Integrado en la comarca de Los Montes, se encuentra situado a 61 kilómetros de la capital provincial, a 87 de Jaén, a 140 de Almería y a 260 de Murcia.
| Noroeste: Torre-Cardela, Guadahortuna y Pedro Martínez | Norte: Pedro Martínez | Nordeste: Pedro Martínez |
| Oeste: Torre-Cardela                                   |                       | Este: Pedro Martínez     |
| Suroeste: Píñar y Morelábor                            | Sur: Morelábor        | Sureste: Pedro Martínez  |

## Demografía
Gobernador cuenta con una población de 237 habitantes (INE 2024), que se distribuyen de la siguiente manera:
| Unidad poblacional | Hab. |
| ------------------ | ---- |
| Gobernador         | 217  |
| Delgadillo         | 18   |
| diseminado         | 4    |
| TOTAL              | 239  |

### Evolución de la población
| Gráfica de evolución demográfica de Gobernador entre 1842 y 2021                                                    |
| |
| Población de derecho según los censos de población del INE Población de hecho según los censos de población del INE |

## Economía

### Evolución de la deuda viva municipal
| Gráfica de evolución de Deuda viva del Ayuntamiento de Gobernador entre 2008 y 2019                                |
| |
| Deuda viva del Ayuntamiento de Gobernador en miles de Euros según datos del Ministerio de Hacienda y Ad. Públicas. |

## Política
Los resultados en Gobernador de las últimas elecciones municipales, celebradas en mayo de 2023, son:
| Elecciones Municipales - Gobernador (2023) | Elecciones Municipales - Gobernador (2023) | Elecciones Municipales - Gobernador (2023) | Elecciones Municipales - Gobernador (2023) | Elecciones Municipales - Gobernador (2023) |
| Partido político                           | Partido político                           | Votos                                      | %Válidos                                   | Concejales                                 |
| ------------------------------------------ | ------------------------------------------ | ------------------------------------------ | ------------------------------------------ | ------------------------------------------ |
|                                            | Partido Popular (PP)                       | 119                                        | 56,40%                                     | 4                                          |
|                                            | Partido Socialista Obrero Español (PSOE)   | 90                                         | 42,65%                                     | 1                                          |

## Comunicaciones

### Carreteras
Las principales vías de comunicación que transcurren por el municipio son:
| Identificador | Denominación                          | Itinerario                  |
| ------------- | ------------------------------------- | --------------------------- |
| A-325         | De Moreda a Guadix por Pedro Martínez | Moreda - Estación de Guadix |
| A-401         | Carretera de Úbeda a Moreda           | Úbeda - Moreda              |
| GR-5102       | De A-401 a Gobernador                 | A-401 - Gobernador          |

Algunas distancias entre Gobernador y otras ciudades:
| Ciudades | Distancia (km) |
| -------- | -------------- |
| Iznalloz | 25             |
| Guadix   | 36             |
| Granada  | 61             |
| Jaén     | 87             |
| Almería  | 140            |
| Murcia   | 260            |

### Ferrocarril
Por el municipio también pasa la línea Linares Baeza-Almería que une la ciudad de Almería con Guadix hacia Madrid. La estación de Pedro Martínez se encuentra en el límite con Gobernador y, aunque no dispone de servicio de viajeros actualmente, puede ser utilizada como apartadero para efectuar cruces entre trenes. La cercana estación de Moreda sí presta servicios de Renfe Larga Distancia.

## Servicios públicos

### Sanidad
El municipio cuenta con un consultorio médico de atención primaria situado en la plaza de la Iglesia s/n, dependiente del Distrito Sanitario Metropolitano de Granada. El servicio de urgencias está en el centro de salud de Iznalloz y el área hospitalaria de referencia es el Hospital Ruiz de Alda de Granada capital.